# ケリン・ロウ
ケリン・ジェインズ・ロウ（Kelyn Jaynes Rowe, 1991年12月2日 - ）は、アメリカ合衆国・ワシントン州フェデラル・ウェイ出身の元同国代表サッカー選手。現役時代のポジションはMF、FW（攻撃的ミッドフィールダー、ウィング）。

## 経歴
高校卒業後はカリフォルニア大学ロサンゼルス校に進学し、同校のサッカー部でプレー。2011年夏にはドイツに渡り1.FCケルンのトライアルに参加した。
2012年のMLSスーパードラフトで、ニューイングランド・レボリューションから1巡目（全体3人目）に指名された。
2018年12月18日にエドガル・カスティージョとのトレードでコロラド・ラピッズへ移籍した上で、ディエゴ・ルビオと入れ替わる形でスポルティング・カンザスシティへ加入した。
2020年、ニューイングランド・レボリューションに復帰した。
2021年1月12日、シアトル・サウンダーズFCにトレードで移籍。
2024年2月2日、現役引退を表明した。

## 代表歴
U-18年代からアメリカ合衆国代表に選出されており、2011年にグアテマラで開催されたCONCACAF U-20選手権では背番号「10」を着用した。
2017年7月1日、ガーナとの親善試合でフル代表初出場。7月15日、2017 CONCACAFゴールドカップ・グループステージのニカラグア戦で代表初ゴール。

### ゴール
| No | 開催日        | 開催地         | 対戦国     | スコア | 最終結果 | 試合概要                    |
| -- | ------------- | -------------- | ---------- | ------ | -------- | --------------------------- |
| 1. | 2017年7月15日 | クリーブランド | ニカラグア | 2–0    | 3–0      | 2017 CONCACAFゴールドカップ |

## タイトル

### クラブ
シアトル・サウンダーズFC
- CONCACAFチャンピオンズリーグ: 2023

### 代表
アメリカ合衆国
- CONCACAFゴールドカップ: 2017

### 個人
- Pac-12年間最優秀新人選手 : 2011
- Pac-12年間最優秀選手 : 2011
- Pac-12ファーストチーム : 2010, 2011
- NSCAA極西地区（英語版）ファーストチーム : 2010
- NCAAオールアメリカ・サードチーム : 2010